# Padre Paulo Ricardo
Paulo Ricardo de Azevedo Júnior (Recife, Pernambuco, 7 de noviembre de 1967) más conocido como Padre Paulo Ricardo, es un sacerdote católico,y presentador brasileño.
Fue ordenado sacerdote el 14 de junio de 1992, por el Papa Juan Pablo II. Actualmente, es vicario parroquial de la Parroquia Cristo Rey, en Várzea Grande. Seguidor del autoproclamado filósofo Olavo de Carvalho , Paulo Ricardo es un partidario de la derecha política y partidario de Jair Bolsonaro , siendo candidato al Senado obteniendo 5730 votos y en 2018 en la Cámara de Diputados y en el Ayuntamiento de São Paulo. Tiene presencia en los medios de comunicación. Es profesor en el Instituto Benedicto XVI, de la diócesis de Lorena (Estado de São Paulo), desde 2011.
De pensamiento conservador, es autor de ocho libros. Presentó semanalmente el programa Octavo Día, por la TV Canção Nova. Tiene más de un millón de seguidores en Facebook. Es un destacado líder conservador en Brasil y alumno del también conservador, periodista y filósofo Olavo de Carvalho.
Es escritor recurrente en su blog personal, donde también ministra cursos ligados al conservadurismo, la religión católica, la Filosofía del Lenguaje, la Escuela de Frankfurt etc.

## Libros publicados
- A resposta católica. 2. ed. Campinas: Ecclesiae, 2013. v. 1. 198 p. ISBN 9788563160386[9]
- Cristologia e Soteriologia. 1. ed. Campinas: Ecclesiae, 2011. v. 1. 52 p. ISBN 9788563160089[10]
- Os mártires de hoje. 1. ed. Campinas: Ecclesiae, 2013. v. 1. 120 p. ISBN 9788563160256
- Teologia Fundamental I. Campinas: Ecclesiae, 2010. v. 1. 52 p. ISBN 9788563160010[11]
- Teologia Fundamental II. Campinas: Ecclesiae, 2010. v. 1. 68 p. ISBN 9788563160027[12]
- Trindade. 1. ed. Campinas: Ecclesiae, 2010. v. 1. 50 p. ISBN 9788563160133[13]
- Vaticano II: ruptura ou continuidade?. Campinas: Ecclesiae, 2009. v. 1. 48 p. ISBN 9788563160003[14]
- Um Olhar que Cura. São Paulo: Editora Canção Nova, 2008. v. 1. 160 p.[15]
- Uma Flor do Clero Cuiabano: biografia do Padre Armindo Maria de Oliveira, SDB (1882-1918). 3. ed. São Paulo: Paulus Editora, 1999. v. 1. 192 p. (Org.) ISBN 9788534914819

## Cursos ministrados
- A mensagem de Fátima, 7 aulas[16]
- Caminho de perfeição, 13 aulas[17]
- Consagração total a Nossa Senhora, 20 aulas[18]
- Ensina-nos a orar, 25 aulas[19]
- O segredo do rosário, 7 aulas[20]
- O Senhor dos Anéis, 6 aulas[21]
- Teologia do Corpo, 9 aulas[22]
- Terapia das doenças espirituais, 24 aulas[23]
- Tríduo Pascal, 3 aulas[24]
- Credo Apostólico, 90 aulas[25]
- Os sacramentos, 30 aulas[26]
- O namoro cristão, 9 aulas[27]
- O que é o matrimônio?, 18 aulas[28]
- O que é uma família?, 7 aulas[29]
- Filosofia da linguagem, 22 aulas[30]
- A Igreja e o mundo moderno, 18 aulas[31]
- História da Igreja antiga, 15 aulas[32]
- História da Igreja medieval, 18 aulas[33]
- Inquisição, 5 aulas[34]
- Templários, 5 aulas[35]
- Evangelhos sinóticos, 15 aulas[36]
- Introdução às escrituras, 7 aulas[37]
- O mal da pornografia e masturbação, 4 aulas[38]
- Revolução e marxismo cultural, 6 aulas[39]
- Demonologia, 10 aulas[40]
- Escatologia: o fim dos tempos, 13 aulas[41]
- Introdução ao método teológico, 15 aulas[42]
- Introdução a Santo Tomás de Aquino, 18 aulas[43]
- Por que não sou protestante, 10 aulas[44]
- Revelação e fé, 14 aulas[45]
- Teodiceia: uma resposta ao mal, 26 aulas[46]
- Trindade, 32 aulas[47]